# Hydractinia conchicola
Hydractinia conchicola is een hydroïdpoliep uit de familie Hydractiniidae. De poliep komt uit het geslacht Hydractinia. Hydractinia conchicola werd in 1947 voor het eerst wetenschappelijk beschreven door Yamada. 